# Payana
La payana, payanga, payanca o payaya es un juego infantil de Centro y Sudamérica, que se practica con cinco piedras pequeñas u objetos similares, que consiste en ir tomándolas del suelo aplicando diferentes etapas, al tiempo que se arroja una de ellas al aire y se vuelve a tomar sin que caiga al piso.  El término payana viene del quechua pallay que significa recolectar, recoger del suelo. En Cuba se llama yaquis, y era jugado por José Lezama Lima.
En este juego se debe equilibrar cierta cantidad de piedras en la palma extendida de la mano. La idea es lanzar las piedrecillas verticalmente con la palma al cielo extendida en posición horizontal y, mientras dura su trayectoria, invertir la orientación de la palma para recibirlas. El juego va aumentando su dificultad como lo es desde tirar las 5 piedras al suelo, seleccionar una, tirarla hacia arriba y cuando va en el aire tomar una piedra del suelo y recibir la que viene cayendo del aire, para luego en otra etapa tirar una piedra al aire y recoger dos o tres del suelo. Tiene muchas etapas o pruebas que cada vez se van complicando, es muy entretenido para chicos y grandes.
Originalmente llamado "kapichuá", lo practicaban niños tobas y wichís con carozos o semillas a fin de desarrollar destrezas manuales y aprender a contar. Para avanzar en grados de complejidad, utilizaban progresivamente semillas más pequeñas. Existen versiones en toda la zona árabe de África, y en algunos lugares de España.
En Argentina y Uruguay fue un juego muy popular entre los niños de edad escolar hasta finales de la década de 1990. En la actualidad es menos jugado, aunque en amplias zonas del interior de ambos países lo siguen jugando los niños. A su vez, este juego así como la rayuela y otros juegos tradicionales es enseñado en educación física en nivel primario, para favorecer el desarrollo de la psico-motricidad fina, la coordinación y la recreación al aire libre, entre otras cosas.
En Chile, el nombre de este juego se usa muchas veces para ejemplificar una actividad inútil u ociosa. En México este juego se llama pampula.

## Reglas del juego
Existen muchas variantes locales, una de las formas más extendidas es la siguiente:
- Los jugadores se sientan en el piso, formando un círculo, y se juega por turnos.
- El primero en jugar arroja las piedras tira y agarra de a una . Esta fase se llama "la del uno".
- A continuación debe arrojar nuevamente todas las piedras al piso y tomar de a dos piedras del piso en lugar de una ("la del dos").
- Luego debe recoger tres al mismo tiempo y luego la restante, o viceversa ("la del tres").
- Finalmente, debe guardar cuatro piedras en el puño, y arrojar la quinta al aire mientras deposita las cuatro en el piso, y volver a capturar la piedra arrojada. Hecho esto, vuelve a lanzar la piedra al aire y debe tomar las cuatro piedras al mismo tiempo y volver a tomar la restante antes de que caiga al suelo ("la del cuatro").
- Cada vez que el jugador comete un error este debería terminar su turno y que retoma desde donde tuvo que dejar en la ronda anterior. Los errores son: mover una de las piedras que aún no se han recogido cuando se intenta tomar otra, dejar caer la piedra que se ha lanzado al aire o no lograr recoger la cantidad de piedras que corresponda.
- Una vez que el jugador completa con éxito estas cuatro etapas, puede "tantear" (sumar puntos) en la etapa del "tanteo". Para ello hay distintas operaciones que a veces se realizan de manera sucesiva. Una de ellas es acomodar cuatro piedras como los vértices de un cuadrado y tomarlas de a una como en la primera etapa del juego, pero en lugar de descartar la piedra que se recoge, ésta debe ser arrojada al aire junto con la (o las) anterior(es). Cuando se finaliza la operación, se cuentan diez puntos por cada piedra que el jugador conserva en su mano. Otra variante es tomar las cinco piedras, arrojarlas hacia arriba, dar vuelta la mano e intentar atrapar la mayor cantidad posible con el dorso de la misma. Luego se vuelven a arrojar las que hayan quedado hacia arriba y se intenta atraparlas con la palma. Cada piedra atrapada vale diez puntos. No hay penalidades en el tanteo.
- Finalizado el tanteo, se reinicia la serie con "la del uno".

- En Chile, el orden de juego es el siguiente:

- la del 1: se deben lanzar las 3 piedras de modo que queden en el otro lado de la mano y volverlas a tomar de manera normal. Si alguna piedra cae, se debe lanzar una al aire mientras se recoge otra del suelo., sucesivamente hasta tener las 5 piedras en la mano.

- la del 2: se tiran las 5 piedras. se toma una 5 mientras se tira al aire se recogen dos. Se debe repetir la operación para recoger las otras dos.

- la del 3: se tiran las 5 piedras y se escoge una, la cual se tira al aire para recoger una del suelo. Luego nuevamente se tira al aire para recoger las 3 siguientes.

- la del 4: se tiran las piedras y se escoge una, la cual se tira al aire y se deben recoger las 4 del suelo.

- En Uruguay, se juega igual que en Chile, si bien luego de recoger las cuatro piedras de una vez, se agrega una etapa final: el Puente.

Consiste en formar un arco entre el dedo índice y el pulgar, quedarse con una piedra en la otra mano y tirar las cuatro restantes frente el arco. 
En ese momento quien esté jugando contigo elige cuál de las cuatro piedras será la última que debas meter por el ¨puente¨. Normalmente se elige la más difícil para complicar las chances de hacerlo bien. 
Si no se logra pasar todas las piedras por el puente correctamente, se ha de empezar nuevamente desde el primer paso, es decir recoger de a una y así sucesivamente.
- En La Argentina - década del ´50/´60 - se jugaba así.

Se podía jugar con cualquier tipo de piedras, pero generalmente se usaban cantos rodados de aproximadamente 2 cm de diámetro, aunque esto era al gusto de cada uno. Lo ideal era tener un juego de piedras de mármol blanco con forma de prisma ligeramente rectangular, cuyos lados tenían aproximadamente 1,5 por 2 cm. No era raro que cada chico tuviera "su juego" de piedras, que cuidaba y valoraba. Pero al jugar en rueda debía facilitarlo para que todos los participantes usaran el mismo juego, a fin de que ninguno tuviera ventaja sobre otro. En caso de haber varios juegos de piedras, antes de empezar se decidía de común acuerdo cuál era el que iba a ser utilizado.
La mecánica del juego era la siguiente, y la hacía por turno cada participante que, al fallar algún tiro, pasaba las piedras al que estaba a su izquierda. A su vez, cuando este fallaba hacía lo mismo, y cuando las piedras volvían al que había fallado primero retomaba el juego no desde el inicio, sino en la etapa que hubiese fallado.
El juego se dividía en 3 etapas: Las Malas, las Buenas y las del Arco.
Las Malas
1º Se ponían las cinco piedras entre ambas manos, con las palmas hacia arriba lo más planas posible, aunque se permitía un pequeño declive hacia el centro. Las piedras se arrojaban hacia arriba y se debían recibir con el dorso de las manos, juntas tal como al principio, pero obviamente del otro lado. Cada piedra valía 10 puntos, de modo que si se atajaban las 5 eso valía 50. Luego, con las piedras que se hubiesen atajado y sin quitarlas de esa posición, se volvían a lanzar al aire y ahí había que tomarlas nuevamente con las palmas hacia arriba como al principio, y los puntos se sumaban igual. Ese total - supongamos 50 + 50 o 40 + 40 o lo que fuere - era el puntaje básico que tenía cada jugador.
2º Se abrían las manos (lo más cerca del piso posible - recordemos que los jugadores estaban sentados en el suelo en rueda) y se dejaban caer las piedras que hubieran quedado entre ambas manos. Si eran las 5 caían las 5 y si eran 4 también, pero si eran 3 o menos entonces había que completar las 5 y dejarlas caer.
3º Si habían caído 5 se elegía una (generalmente la que estaba más alejada del grupo) y esa era la primera que se arrojaba hacia arriba. Mientras esa piedra estaba en el aire había que tomar las otras, una por una, y luego ir dejándolas a un lado. Si habían quedado 4 entre las manos al principio, esas 4 se tiraban y la que se había caído afuera era la que se usaba para arrojar al aire. Una vez que se habían levantado las cuatro piedras, una por una, se contaban 50 puntos más y se seguía con "la del dos". Ahí se volvían a arrojar al piso las cinco piedritas, se elegía una y había que tomar las otras de a dos, dejando el primer par a un lado y levantando el otro. Luego "la del tres", donde se tiraban nuevamente y había que levantar 3 juntas y luego la restante (esto podía hacerse en el orden que cada jugador quisiese: una primero y luego las 3, o las 3 primero y después una). Después venía "la del cuatro", que era tirar las cinco piedras, elegir una y tener que levantar las otras cuatro mientras la elegida estaba en el aire. Cada vez que una de esas etapas - la del 1, la del 2, etc. - terminaba con éxito se sumaban 50 puntos.
Las Buenas
Se procedía de la misma manera, colocando las piedras entre las palmas hacia arriba y lanzándolas, y se puntuaba igual.
Después de haber dejado caer las piedras al piso se procedía a recogerlas - la del uno, la del dos, etc. - pero sin dejar las piedras a un lado, y conservándolas en la mano, lo que hacía mucho más difícil levantarlas.
En cada etapa se contabilizaban 50 puntos. Pero al finalizar "la del 4" el jugador —ya con las 5 piedras en la mano— arrojaba una piedra hacia arriba y ponía las cuatro restantes en el piso, obviamente lo más juntas posible (eso valía 50 puntos); después tiraba la piedra que le había quedado en la mano hacia arriba y volvía a levantar las 4 (50 puntos más) y luego dejaba una en el piso, arrojando las 4 que tenía en la mano hacia arriba y mientras estaban en el aire la levantaba y luego atrapaba las cuatro que estaban en el aire, obteniendo 50 puntos más.
Las del Arco
Primero se procedía de la misma manera que antes, colocando las piedras entre las palmas hacia arriba y lanzándolas, y se puntuaba igual.
Se hacía un arco apoyando en el suelo los dedos índice y pulgar de una mano (generalmente la izquierda) y se tiraban las piedras al suelo, debiendo hacerlas pasar por ese arco empujándolas con la mano, previo arrojar una piedra al aire y luego atajarla. Aquí se actuaba igual, haciendo "la del uno", "la del dos", etc. y contabilizando 50 puntos por cada etapa.
Finalmente se volvían a colocar las piedras entre las manos con las palmas hacia arriba, se arrojaban, se atajaban con el dorso, se enviaban hacia arriba nuevamente y se atajaban con las palmas abiertas y juntas, y ese paso era la yapa (la propina) que completaba el puntaje de cada jugador.
Este juego debe su nombre en La Argentina al vocablo quechua "pallay" que significa "recoger del suelo" y ya era jugado por los niños de los pueblos del imperio inca hace 800 años, antes de la conquista de América. En La Argentina particularmente también se le llama "dinenti", que es una deformación del vocablo lunfardo "ainente" que significa "no queda nada". Sin embargo, más allá de la referencia americana existen pruebas de que un par de milenios AC ya se jugaba en Grecia, utilizando cinco pequeños huesos y —entre otras cosas— con motivos adivinatorios.

## Modos de juego
Comúnmente existen dos modalidades de juego: las buenas y las malas.
- En las buenas está permitido que el jugador mueva alguna de las piedras que aún no ha recogido al intentar recoger las otras.
- En las malas se penaliza el más mínimo movimiento de alguna de estas piedras y el turno pasa al jugador siguiente.

En ambos casos, será penalizado el jugador que deje caer al suelo la piedra que ha lanzado al aire o alguna de las que ha recogido.

## Otros datos
- En general, se utilizan piedras no muy redondeadas a fin de que al arrojarlas contra el piso no rueden y se separen excesivamente.
- A veces se utilizan pequeños cubos de mármol de aproximadamente un centímetro de lado.
- También se conoce como "ainenti", "denenti", "dinenti", "tenenti" o "tinenti".
- También se han sabido utilizar bolitas/canicas o bolsitas rellenas de arroz hechas de modo casero para jugar en los recreos de la escuela.
- En Chile es común utilizar, en lugar de piedras, pequeñas "pulseras" hechas de granos de maíz. A estas pulseras también se les llama payayas.